# ペースト (雑誌)
『ペースト』（Paste）は、ジョージア州アトランタに本社を置き、アトランタとマンハッタンにスタジオを構える、ペースト・メディア・グループが所有する月刊の音楽・エンターテインメント雑誌。この雑誌は、1998年にウェブサイト上で創刊された。2002年から2010年までの間、印刷された雑誌として出版されていたが、その後電子版のみに変更された。

## 賞
2005年、『ペースト』は、『シカゴ・トリビューン』が選ぶ「50の最良の雑誌」の21番目に掲載された。2007年には、このリストに再び掲載された。